# شرکت سیر و سفر ایران
شرکت سیر و سفر ایران یکی از شرکتهای حمل مسافر در ایران است. این شرکت در سال ۱۳۶۹ توسط آقای حسن مؤمنی تأسیس شده و در بسیاری از شهرهای ایران شعبه داشته و بسیاری از اتوبوس‌های آن ویژه و VIP است. . 
 حسن مؤمنی برای راه اندازی شرکت سیر و سفر ایران توسط مرکز کارآفرینی دانشگاه صنعتی شریف بعنوان یکی از کارآفرینان بزرگ ایرانی شناخته شده است.

## مسئولیت جابجائی مسافران درفرودگاه بین‌المللی امام خمینی
از سال ۱۳۸۲ وزارت راه و ترابری مسئولیت جابجائی مسافران در فرودگاه بین‌المللی امام خمینی را به این شرکت واگذار نمود.
تاکسی‌های فرودگاه را شرکت سیر و سفر ایران اداره می‌کند، تاکسی‌های سیر و سفر فرودگاه امام‌خمینی سمند، تویوتا کمری و ون هستند.